# Comtat d'Orlhac
El comtat d'Orlhac fou una jurisdicció feudal del Llenguadoc centrada a la població d'Aurillac (Orlhac en occità). L'abadia d'Orlhac fou fundada per un noble local de nom Guerau (després sant Guerau d'Orlhac), vers el 875; Guerau controlava terres a Monts d'Alvèrnia, Roergue, Périgueux i Tulle que eren alodials i no va voler retre mai homenatge a cap senyor per aquestos dominis, excepte per una terra a Talizat que estava en una situació poc adequada per ser defensada, fora de les muntanyes d'Alvèrnia. El seu cosí Guillem d'Aquitània li va proposar esdevenir el seu vassall però Guerau s'hi va negar. Guerau va cedir les seves terres a l'abadia i es va comportar com si fos l'abat i va fer homenatge al Papa del que deia tenir totes les terres, castells i altres possessions, i per això pagava a la Santa Seu un cens anual d'una malla d'or. Guerau va obtenir una carta o diploma de salvaguarda de Carles el Simple, que després fou confirmada a Bourges el 914, quedant el domini d'Aurillac exempt de tota jurisdicció episcopal, depenent directament del papa, i el mateix abat seria bisbe. Aquesta immunitat fou conservada a través de diversos reis i papes.
La primera església es va aixecar el 916 i en aquesta ocasió Guerau va alliberar al 100 serfs (nombre màxim permès segons la llei romana) i va delimitar un territori on els que van voler es van poder establir que fou l'origen de la població d'Orlhac (Aurillac). Guerau volia alliberar a tots els serfs del seu domini i ho devia fer progressivament, ja que no hi ha rastre de l'existència de serfs al seu territori. Guerau fou conegut com el comte Guerau d'Orlhac i mai no fou abat sinó senyor del territori amb títol comtal.
El primer abat fou un parent de Guerau de nom Adalgari, mort abans que ell el 907, i el va succeir Joan I, un altre parent, que va fer grans donacions a l'abadia (uns 100 masos). El tercer abat vers 920 fou Odó, i l'abadia serví de model a la de Cluny, de la que Odó fou després abat. A la mort de Guerau els abats van heretar el seu dret i foren considerats comtes d'Orlhac o del Cantalès, rendint homenatge directament al rei de França.
Arnulf, coadjutor d'Odó i el seu successor, va fundar el 936 a petició de Ramon III de Tolosa un monestir a Saint-Pons-de-Thomières, i el 938 va restaurar el monestir de Sant Teofred al Velai, prop de Lo Puèi de Velai. El seu successor Adrald va fundar el monestir de Capdenac. Guerau de Sant Seren va acabar la construcció de la segona església abacial dedicada el 972, i va reconstruir l'església de Sant Esteve que havia fundat el pare del comte Guerau; es va assegurar la protecció dels senyors laics infeudant uns milers de masos al comte de Turena, al vescomte de Carlat, i a altres senyors laics del Carcí, però tots ells van acabar espoliant a l'abadia. Ramon de Lavaur abans de ser abat fou escolà de Gerbert d'Aurillac, que després fou papa com a Silvestre II i que va començar la seva vida religiosa com a monjo a Aurillac. Progressivament es van bastir una sèrie de priorats que servien per a la ruta cap a Santiago de Compostel·la, cap a Roma i cap als monestirs catalans, destacant l'hospital de Santa Maria al coll del Mont Cebrero a Galícia. Segons una Bula de 1289 l'abadia tenia més de 100 priorats esdevinguts cadascun una parròquia en 17 diòcesis diferents; els dominis produïen una renda de 80000 lliures. Les dependències principals eren:

## Territori d'Aurillac
- Monastir de Saint-Jean-du-Buis;
- Església de Sainte-Marie (Notre-Dame d'Aurillac);
- Església de Saint-Benoît
- Església de Saint-Étienne
- Església de Saint-Lazare
- Església de Sainte-Marie-Madeleine
- Església de Saint-Clément

## Diòcesi de Saint-Flour
- Priorat de Saint-Étienne-Cantalès;
- Priorat Saint-Paul de Montvert;
- Priorat de Saint-Illide;
- Priorat de Saint-Jean-de-Dône à Saint-Simon (Cantal);
- Priorat d'Ambials;
- Priorat de Landeyrat (Landeyrac);
- Priorat de Cassaniouze;
- Priorat du Cayrol;
- Priorat de Jussac;
- Priorat de Cros-de-Montamat à Raulhac;
- Priorat de Cézens;
- Priorat de Talizat;
- Priorat de Thiézac;
- Priorat de Labrousse;
- Priorat de Saint-Christophe-les-Gorges;
- Priorat de Marcolès;
- Esglésies parroquials Sant Pere de Vic a Vic-sur-Cère
- Esglésies parroquials de Roumégoux;
- Esglésies parroquials delFraysse;
- Esglésies parroquials de Naucelles;
- Esglésies parroquials d'Ayrens; (et château)
- Esglésies parroquials de Crandelles;
- Esglésies parroquials d'Omps;
- Esglésies parroquials de Teissières-de-Cornet;
- Esglésies parroquials de La Ségalassière;
- Esglésies parroquials de Saint-Simon;
- Església de "Holmis" (
- Església de Reilhac;
- Església de Marmanhac;
- Església de Laroquevieille; etc.., etc.)

## Diòcesi de Clarmont
- Priorat de Fourvolet;
- Priorat de Dauzat; (pariatge amb el comte Guillem d'Alvèrnia)
- Priorat de Persac o Sperchas;

## Diòcesi de Llemotges
- Priorat de La Chapelle-Saint-Géraud;
- Priorat d'Auriac;
- Priorat de Glénic;
- Priorat de Quincey;
- Capella del Castell de Servières;

### Diòcesi d'Angulema
- Monestir de Saint-Amant de Boixe;

## Diòcesi de Périgueux
- Monestir de Font-Goulfier;
- Priorat de Saint-Privas;
- Priorat Saint-Paxence;
- Priorat Saint-Pierre de Rives;
- Priorat Saint-Fronton;

## Diòcesi de Saintes
- Priorat de Lampac (Sampac ?)

## Diòcesi de Mende
- Priorat d'Ispagnac;
- Priorat de Quézac;

## Diòcesi de Vence
- Priorat de Saint-Martin-d'Embrun;
- Priorat de Saint-Géraud-d'Aspres;

## Diòcesi de Valence
- Priorat d'Upie;

## Diòcesi de Viviers
- Priorat de La Vausse;

## Diòcesi de Cahors
- Deganat de Souliac;
- Deganat de Cayrac;
- Priorat de Montclar;
- Priorat de Saint-Victor;
- Priorat d'Ardiac;
- Priorat de Labarthe;
- Priorat de Capdenac;
- Priorat de Foissac;
- Priorat de Lacapelle-Banhac;
- Priorat de Saint-Cirgues;
- Priorat de Saint-Cernin-du-Bourg;
- Priorat de Saint-Julien-de-Paulhac;
- Esglésies parroquials de Labastide (prop de Cayrac);
- Església parroquial de Linac;
- Església parroquial de Varès;

## Diòcesi de Rodès
- Priorat de Montbazens;
- Priorat de Banhars;
- Priorat de Lanuejouls;
- Priorat de Nostra Senyora de Veyraguet;
- Priorat de (Saint-Pierre et) Sainte-Affrique-du-Causse;
- Priorat de Saint-Géraud de Vailhourles;
- Priorat de Saint-Géraud-de-Comousset
- Deganat de Varens;
- Església parroquial de Pagax;

## Diòcesi d'Agen
- Priorat de Monsempron;
- Priorat de Montalzat;
- Priorat de Lédat;
- Priorat de Dalmayrac o Almayrac;
- Priorat de Saint-Front-sur-Lémance;
- Priorat de Cuzorn;

### Diòcesi d'Albi
- Priorat de Cieurac;
- Priorat de Puycelci;

### Diòcesi de Tolosa
- Priorat de Sant Sulpici;
- Castell de Soliniac
- Església parroquial de Cambiac;
- Església parroquial de Las Varenas;
- Església parroquial de Sant-Pere i Sant pau de Tolosa

## Llista d'abats electes
1. Adalgari (Adalgarius) (vers 898-907)
2. Joan I (907- vers 920)
3. Odó de Cluny (vers 920 -926), després abat de Cluny
4. Arnulf (926- vers 940)
5. Adrald (vers 940-970)
6. Guerau de Sant Seren (Guerau I de Saint-Céré) (vers 970-987)
7. Ramon de Lavaur (987-1010)
8. Adroalde de Saint-Christophe (1010-1039)
9. Guerau II de Vaxia (1030-?)
10. Guerau III de Caussade
11. Guerau IV de Capdenac
12. Emili (1061-1074)
13. Pierre de Limagne
14. Pierre de Cézens (-926)
15. Pierre de Roquenatou (926-1117)
16. Gosbert (117-1134)
17. Pierre d'Alzon (1134-1141)
18. Guillem I (1141-1155)
19. Gaucelí d'Alzons (1155-1159)
20. Pierre Bruni (1159-1196)
21. Guerau V de Cardaillac (1196-1123)
22. No consta (1123-?)
23. No consta (?-1252)
24. Aymard de Valette (1252-1262), abans abat de Figeac
25. Guillem II (1262-?)
26. Guerau VI
27. Guillem Arnau
28. Pierre de Malfayde (1291-1303)
29. Draconet (1303-1311)
30. Guillem III (1311-1320)
31. Arquimbald (1320-1335) abans bisbe de Clarmont d'Alvèrnia
32. Guillaume Delzongles de Montjoly (1335-1340)
33. Aimeric de Montal 1340-1356
34. Pierre de Saint-Exupéry (1356-1407)
35. Vacant 1407-1464
36. Jaan d'Armagnac-Pardiac (1464-1493), fill de Bernat VIII de Pardiac, comte de Pardiac i d'Elionor de Borbó, comtessa de La Marche, abans bisbe de Castres
37. Pierre de Balzac 1489-1495
38. Sis abats
39. Joan de Cardaillac 1520-1548
40. Carles de Saint-Nectaire (1548-1559)
41. Antoni de Saint-Nectaire (1559-1593),
42. Carles de Saint-Nectaire abat del monestir i de la comanda

## Període de decadència
Progressivament els priorats van esdevenir parroòquies i els ingressos van disminuir. La regla benedictina va anar abandonant la clausura estricte i van començar les prebdenes per alguns; la regla va perdre força i es va deixar d'observar de manera estricta i al segle xvi l'abadia va entrar en procés de secularització. Una Bula del papa Pius IV del 13 de maig de 1561 ho va consagrar establint com abat comanditari a Martin de Beaune, canceller de la reina Caterina de Medicis, que el va fer nomenar contra el desig dels monjos. Els abats comanditaris ja no van residir a l'abadia i no eren elegits pel capítol sinó nomenats per un superior de fora de la comunitat (el nomenament el feia el rei o el papa). L'abat comanditari gaudia dels ingressos però no hi residia i, per tant, no estava al corrent de les necessitats.

## Destrucció
El 6 de setembre de 1569, sota l'abat comanditari Aloisi Pisani, l'abadia fou ocupada i destruïda per una banda calvinista; els metall foren fosos i enviats a Ginebra; els llibres cremats, les estàtues destruïdes i el mobiliari, terres i edificis venuts.